# Tales from Topographic Oceans
A Tales from Topographic Oceans a Yes hatodik nagylemeze, amit 1973-ban adtak ki.

## A zene
Négy 20 perc körüli, aprólékosan kidolgozott szám foglal helyet az albumon, annak idején ez két bakelitlemezre fért csak rá, de CD változata is két lemezt tartalmaz.

## Számok
Minden szöveget Jon Anderson és Steve Howe írt. Minden zenét Anderson, Howe, Chris Squire, Rick Wakeman és Alan White írt. 
1. The Revealing Science of God (Dance of the Dawn) – 20:25 (eredetileg, a 2003-as átdolgozáson 22:22)
2. The Remembering (High the Memory) – 20:38
3. The Ancient (Giants Under the Sun) – 18:35
4. Ritual (Nous Sommes Du Soleil) – 21:37

## Közreműködő zenészek
- Jon Anderson – ének
- Chris Squire – basszusgitár
- Steve Howe – gitár
- Rick Wakeman – billentyűs hangszerek
- Alan White – dob